# Leste de Mato Grosso do Sul
Leste de Mato Grosso do Sul è una mesoregione dello Stato del Mato Grosso do Sul in Brasile.

## Microregioni
È suddivisa in 4 microregioni:
- Cassilândia
- Nova Andradina
- Paranaíba
- Três Lagoas